# Fort bij Krommeniedijk

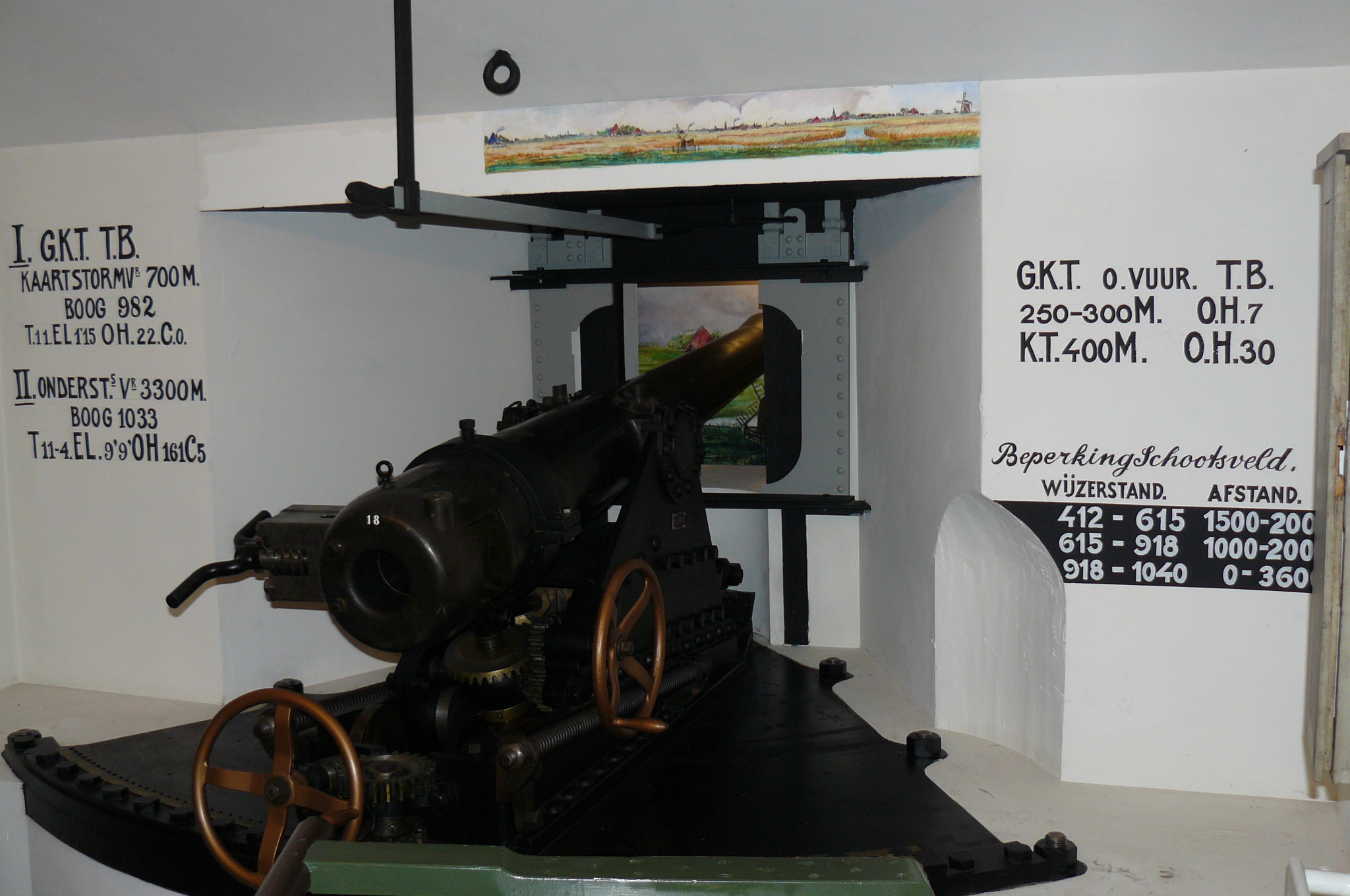
Replica van kanon 10 cm brons snelvuur in opstelling van rechter keelkazemat

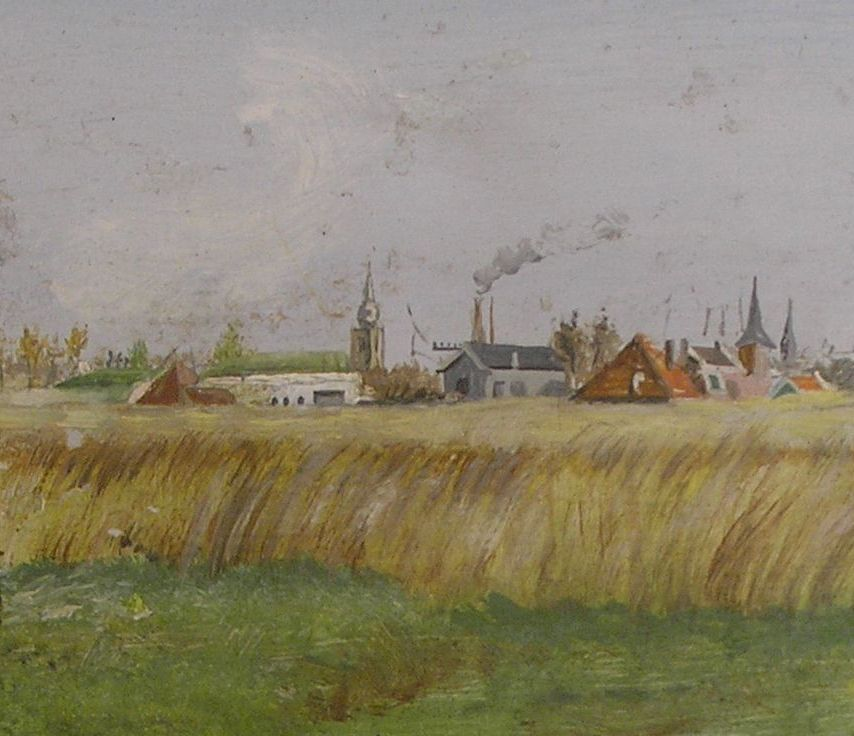
Detail van de schildering in de oostelijke kazemat van het Fort bij Krommeniedijk. Hierop zijn het dorp Markenbinnen en het gelijknamige fort te herkennen.

Het Fort bij Krommeniedijk is een fort van de Stelling van Amsterdam. Het ligt aan de oostgrens van de gemeente Uitgeest, vlak bij de buurtschap Krommeniedijk, in de provincie Noord-Holland. Het is eigendom van Landschap Noord-Holland.

## Ligging
Het Fort bij Krommeniedijk maakt deel uit van het noordwestfront van de Stelling van Amsterdam. De liniedijk die het water bij inundatie buiten de Stelling moest houden, loopt van het Fort bij Marken-Binnen aan de Nauernasche Vaart, door de Krommenieër Woudpolder naar het Fort bij Krommeniedijk. Vanaf daar gaat de liniedijk verder in zuidwestelijke richting, langs achtereenvolgens het Fort aan den Ham en Fort bij Veldhuis. Het fort verdedigde de Lagendijk, die dwars door het inundatiegebied loopt. Ook konden militairen vanuit het fort verhinderen dat een eventuele vijand via het riviertje de Crommenije de Stelling binnenkwam. Ten oosten van het fort, net in de gemeente Zaanstad, ligt een nevenbatterij.

## Bouwwerken
Tussen 1897 en 1956 was het fort in gebruik als vestingwerk. De eerste jaren lag er alleen een verdedigbaar aardwerk, in 1903 kwamen de bomvrije gebouwen gereed. Het gebouw is gemaakt van ongewapend steenslagbeton en staat op een fundering van houten palen. De wanden zijn 100 tot 120 cm dik. De betonnen dakplaat, bijna 2 meter dik, ligt los op de gevels en tussenmuren. Oorspronkelijk lag er een aarden deklaag van een halve meter op het dak. Na de Tweede Wereldoorlog is de aarde van het dak verwijderd en vervangen door bitumen. Het bouwwerk bestaat uit een klein frontgebouw en een langgerekt hoofdgebouw, die door middel van een poterne met elkaar zijn verbonden. Aan de achterzijde van het hoofdgebouw (in de vestingbouw veelal keelzijde genoemd) bevinden zich twee kazematten. Twee ronde, betonnen bakken met elk een 6 cm-kanon in een hefkoepel stonden los van het gebouw aan de frontzijde van het aardwerk.
Naast het fortgebouw stonden een fortwachterswoning en een genieloods, bestemd voor opslag. In de oorspronkelijke tekeningen stond ook een woning voor een magazijnknecht gepland. Onbekend is of deze daadwerkelijk is gebouwd. Bij oplevering waren de bijgebouwen van hout, conform de Kringenwet. Op een gegeven moment, waarschijnlijk al voor de Tweede Wereldoorlog, is de houten fortwachterswoning vervangen door een stenen exemplaar. De fortwachterswoning is begin jaren tachtig door brand verwoest.

## Interieur
De oorspronkelijke indeling in lokalen is nog aanwezig. Ook de nummers van de lokalen zijn nog duidelijk op de wanden zichtbaar. In sommige ruimtes is een tweede kamernummer aanwezig. Algemeen wordt aangenomen dat Duitsers de alternatieve nummering in de Tweede Wereldoorlog hebben aangebracht. In het hoofdgebouw zijn de lokalen aan weerszijden voorzien van een smalle wandelgang. Zowel in het hoofdgebouw als in het frontgebouw is over de hele lengte een spouwgang aangebracht, waardoor het hemelwater werd afgevoerd naar de waterkelders onder het gebouw. Ook de telegraafdraden liepen hierdoorheen.

### Originele details
Ondanks dat het gebouw verschillende malen een andere functie heeft gekregen, zijn nog diverse originele elementen aanwezig. De latrines en betonnen urinoirs zijn nog intact. In de keuken staan drie enorme kookketels van de firma Klinkenberg uit Wormerveer. De ijzeren luiken voor de ramen zijn origineel, evenals een groot deel van de binnendeuren en kozijnen. In de kamer van de officieren zijn het oorspronkelijke sjabloonschilderwerk op het gewelf en de gemarmerde lambrisering zichtbaar. Bijzonder is de schildering in de oostelijke kazemat, die het uitzicht vanuit de schietopening voorstelt. Onder andere het Fort bij Marken-Binnen is op de schildering herkenbaar.

### Gebruikssporen
Daarnaast zijn diverse gebruikssporen in het gebouw aanwezig. In de ruimte die als gevangenis werd gebruikt hebben twee gedetineerden hun naam en de lengte van hun straf op de muur geschreven. Een van hen beklaagt zich over zijn onterechte veroordeling. Op verschillende muren zijn potloodtekeningen aangebracht, variërend van portretten tot schetsen van vogels. Elders zijn getallen en berekeningen te onderscheiden. In een van de ruimtes is een Duitse spreuk kamerbreed op de muur geschilderd.

## Gebruik

### Gebruik in het verleden
Volgens de bezettingsstaat uit 1920 bood het Fort bij Krommeniedijk onderdak aan maximaal 296 militairen. Deze staat was gebaseerd op de ervaringen tijdens de mobilisatie in de Eerste Wereldoorlog. Het fort werd door het Ministerie van Oorlog diverse malen gebruikt voor grootschalige legeroefeningen. Het precieze gebruik tijdens de Tweede Wereldoorlog is niet bekend, maar volgens ooggetuigen was er een groep Duitse soldaten aanwezig. Vanaf 1946 was het gebouw korte tijd in gebruik als bewarings- en verblijfskamp voor politieke delinquenten, mensen die tijdens de Tweede Wereldoorlog hadden samengewerkt met de Duitse bezettingsmacht. Tussen 1951 en 1955 is een kleine opbouw op het dak geplaatst, dat dienstdeed als luchtwachtpost 4S3 van het Korps Luchtwachtdienst. Nadat het fort in 1956 officieel als vestingwerk is opgeheven, heeft het Ministerie van Defensie het nog zeker twee decennia gebruikt als opslagdepot. De bewaking van het fort was in die tijd in handen van het Regiment van Heutsz.

### Recent gebruik
Sinds 2006 is een werkgroep van vrijwilligers in en om het fort actief. De werkgroep maakt deel uit van Landschap Noord-Holland. Ze helpen bij het beheer van de natuur, ontvangen bezoekers, geven rondleidingen en proberen zo veel mogelijk van de geschiedenis van het gebouw en zijn gebruikers te achterhalen. In 2011 voerden ze een archeologische opgraving uit, waarbij een van de hefkoepels werd blootgelegd.
Vanaf oktober 2017 heeft het fort een andere invulling. Het fort is grootschalig verbouwd tot 25 woonunits voor mensen met autisme, een belevingscentrum en horeca. De Heeren van Zorg, de provincie Noord-Holland, Stadsherstel Amsterdam en het Landschap Noord-Holland hebben in 2011 de handen ineen geslagen en het fort herbestemd. De naam van het fort is omgedoopt tot Fort K'IJK bij Krommeniedijk. Piet Heijn Eek heeft een nieuw ontwerp gemaakt van de fortwachterswoning die ooit bij het fort stond.

## Wetenswaardig
- Sinds 2008 wordt het inundatiegebied bij het Fort bij Krommeniedijk begin maart jaarlijks 1 tot 2 weken onder water gezet. Ganzen, eenden en steltlopers op doortrek vinden hier volop voedsel.
- Het Fort bij Krommeniedijk was als geheimzinnig gangenstelsel te zien in aflevering 3 van de Nederlandse jeugdserie Doctor Cheezy.